# Denis Kriwuschkin
Denis Wladimirowitsch Kriwuschkin (kasachisch und russisch Денис Владимирович Кривушкин, * 22. August 1978 in Pawlodar) ist ein ehemaliger kasachischer Skilangläufer.

## Werdegang
Kriwuschkin, der für den ZSKA Almaty startete, lief im November 2001 in Kuopio sein erstes Weltcuprennen und belegte dabei den 16. Platz mit der Staffel. Bei den Olympischen Winterspielen 2002 in Salt Lake City kam er auf den 48. Platz im Skiathlon, auf den 42. Rang im Sprint und auf den 37. Platz über 15 km klassisch. In der Saison 2002/03 errang er bei der Winter-Universiade 2003 in Tarvisio den 29. Platz über 10 km klassisch und bei den Winter-Asienspielen 2003 in der Präfektur Aomori den vierten Platz über 30 km Freistil. Zudem erreichte er in Davos mit dem 39. Platz über 15 km Freistil seine beste Einzelplatzierung im Weltcup. Bei den nordischen Skiweltmeisterschaften 2003 im Val di Fiemme kam er auf den 55. Platz über 15 km Freistil, auf den 44. Rang im Sprint und auf den 39. Platz über 50 km Freistil. Sein letztes internationales Rennen absolvierte er bei den Olympischen Winterspielen 2006 in Turin und belegte dabei den 37. Platz im 30-km-Massenstartrennen.

## Teilnahmen an Weltmeisterschaften und Olympischen Winterspielen

### Olympische Winterspiele
- 2002 Salt Lake City: 37. Platz 15 km klassisch, 42. Platz Sprint Freistil, 48. Platz 20 km Skiathlon
- 2006 Turin: 37. Platz 50 km Freistil Massenstart

### Nordische Skiweltmeisterschaften
- 2003 Val di Fiemme: 39. Platz 50 km Freistil, 44. Platz Sprint Freistil, 55. Platz 15 km klassisch